# Mussaenda kerrii
Mussaenda kerrii är en måreväxtart som beskrevs av William Grant Craib. Mussaenda kerrii ingår i släktet Mussaenda och familjen måreväxter. Inga underarter finns listade i Catalogue of Life.